# هنریک ساندستروم
 هنریک ساندستروم (انگلیسی: Henrik Sundström؛ زاده ۲۹ فوریهٔ ۱۹۶۴) یک تنیس‌باز اهل سوئد است.